# フェルカルボトラン
フェルカルボトラン(ferucarbotran) とは、ドイツのシエーリング社Schering AG（現 Bayer Schering Pharma）で開発されたカルボキシデキストランで被覆された超常磁性酸化鉄の親水性コロイドからなる造影剤。2010年4月現在、リゾビスト、Resovist の商品名・商標でスウェーデンおよび日本で製造販売されている:1,27。

## 効能・効果
磁気共鳴コンピュータ断層撮影における肝腫瘍の局在診断のための肝臓造影

## 作用機序
本剤は肝臓のクッパー細胞に取り込まれるが、肝臓の悪性腫瘍の多くはクッパー細胞が存在しないため、非腫瘍部位と腫瘍部位との間にMRIでの画像上コントラストを生じる:9。

## 組成
- γ-酸化鉄：γ-Fe2O3
- カルボキシデキストラン：C6H11O6-(C6H10O5)n-C6H11O5[2]

## 副作用
副作用発現率：2.8%（15/542：日本における承認時）:18
- 鼻出血、熱感、倦怠感（各0.4%）
- 発疹、発赤、蕁麻疹、嘔気、後頭部痛、灼熱感、頭痛、手のしびれ、下肢のしびれ、冷汗、血圧上昇、腰痛、背部痛、胸膜刺激症状（各0.2%）
- 潮紅、嘔吐、多汗、虚脱、血圧低下（頻度不明）

アレルギー患者、薬物過敏症の患者では副作用の発現率が3倍程度となる可能性がある:16。

## 臨床成績
第II相臨床試験における肝腫瘍94例に対する有効率（有効以上）：82%（肝細胞癌：84%、胆管細胞癌：100%、転移性肝癌：92%、その他（血管腫等）：43%）。